# DR-151

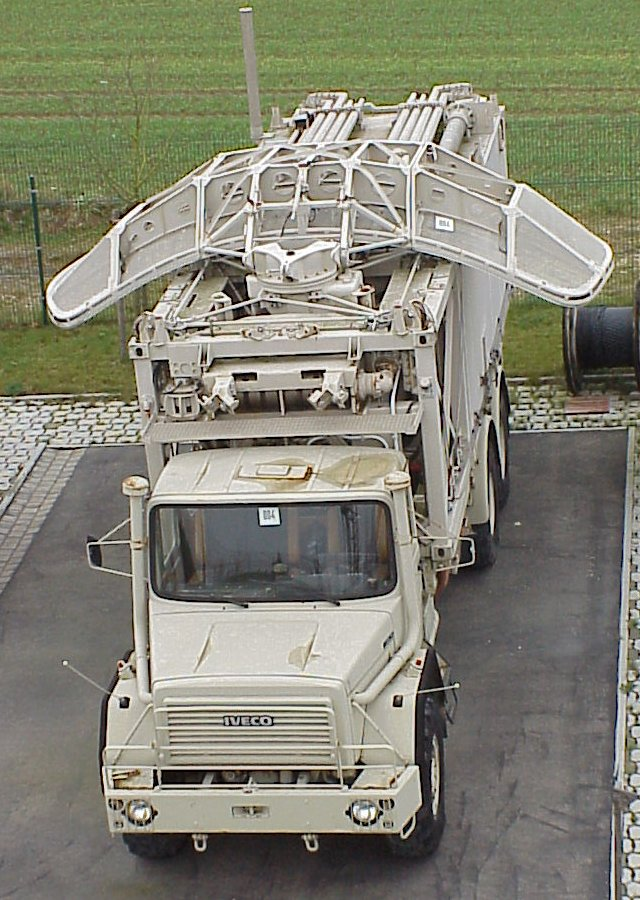
Auf dem Betriebsgelände der EADS in Ulm abgestelltes DR-151

Das DR-151 ist ein Tieffliegeraufklärungsradar im D-Band mit einer Reichweite von 45 km, das von Siemens entwickelt wurde. Bisher wurden viele Modernisierungen wie zum Beispiel eine digitale Signalverarbeitung, die nachgewiesenermaßen die Störfestigkeit (EPM) verbesserte, sowie Verbesserungen in der mechanischen Konstruktion durchgeführt. Das gesamte System ist auf einem 10-Tonnen-LKW aufgebaut und mit einem 18 m hohen ausfahrbaren Mast ausgestattet. Der neue Sender erhielt technische Komponenten wie 90 wählbare Kanäle und arbeitet mit dem Pulskompressionsverfahren mit einer digitalen Impulsdehnung und einer Pulskompression durch SAW-Filter. Die digitale Signalverarbeitung arbeitet mit einer dynamischen 12 Bit breiten A/D-Wandlung mit Fourieranalyse zur automatischen Zielerfassung und kann so Drehflügler von Flugzeugen mit starren Tragflügeln unterscheiden. 
| Technische Daten DR-151 | Technische Daten DR-151 |
| ----------------------- | ----------------------- |
| Frequenzbereich         | 1200–1400 MHz           |
| Pulswiederholzeit       |                         |
| Pulswiederholfrequenz   |                         |
| Sendezeit (PW)          |                         |
| Empfangszeit            |                         |
| Totzeit                 |                         |
| Pulsleistung            |                         |
| Durchschnittsleistung   |                         |
| angezeigte Entfernung   | 45 km                   |
| Entfernungsauflösung    |                         |
| Öffnungswinkel          |                         |
| Trefferzahl             |                         |
| Antennenumlaufzeit      |                         |